# Kalotypie

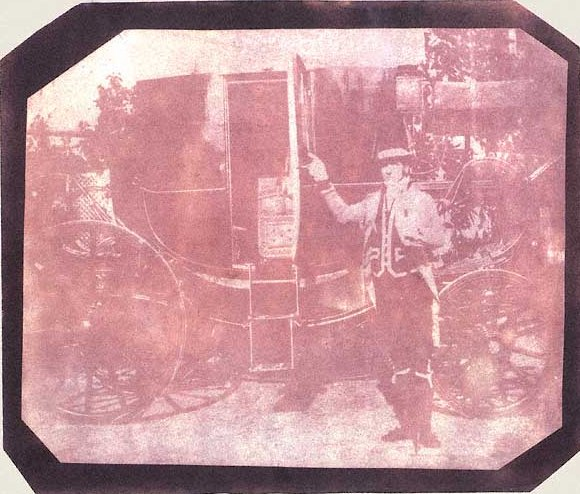
William Henry Fox Talbot: Komorník, 1840 je nejstarší snímek lidské postavy na papíře

Kalotypie, calotypie nebo také talbotypie (její vyspělejší forma se nazývá argyrotypie) je fotografická technika, kterou objevil britský vynálezce William Fox Talbot. Termín kalotypie pochází z řeckého základu κάλο – 'dobrý' a τύπος – 'obraz'. Talbot si dal postup patentovat 8. února 1841 a popsal jej ve zprávě vydané 10. června téhož roku. Použití své metody reguloval přísnými pravidly, což zabránilo jejímu většímu rozšíření.

## Historie
Kalotypie nahradila daguerrotypii vyvinutou Francouzem Louisem Daguerrem v roce 1839. Po roce 1851 byla kalotypie nahrazena kolodiovým procesem, který vynalezl Frederick Scott Archer. Talbot roku 1835 vynalezl nejprve metodu nazvanou „Photogenic Drawing“ (fotogenické kresby). Na papír kladl květiny, části rostlin z herbáře a jiné ploché předměty. Negativní obraz svých stínokreseb mohl převést okopírováním na obraz pozitivní. Roku 1839 metodu fotogenické kresby vylepšil. Běžný kreslící papír se natřel roztokem dusičnanu stříbrného, osušil se, namočil do jodidu draselného a byl opět usušen. Těsně před upotřebením se papír zcitlivil roztokem dusičnanu a kyselinou gallovou. Pak se papír vyvolával při světle svíčky. Pozitiv se získal kopírováním, přičemž různá délka měla vliv na barevný tón pozitivu od karmínové a purpurové po hnědočernou.
V roce 1851 Gustave Le Gray vylepšil kalotypii voskováním. Papír nechal nasáknout horkým voskem, aby jej izoloval a zvýšil trvanlivost preparátu. Po jodování a usušení se ještě papír zcitlivil v dusičnanu stříbrném a kyselině octové. Při uchování ve tmě a chladnu si papír svou citlivost udržel minimálně 2 týdny, usnadnilo to tak fotografování na cestách.
Český fotograf Josef Krtička nazýval roku 1847 své kalotypie „oblesky na papíře“, M. V. Lobethal zase „světelné obrazy na papíře“.
| „                                | Znám málo věcí v oblasti vědy, které ohromí víc, než pozvolné objevování se obrazu na bílém papíře | “ |
| — William Henry Fox Talbot, 1844 | |   |

## Výhody a nevýhody
Její výhody spočívaly ve snímání na papír, výrobu pozitivu z negativu a neomezené kopírování. Problémem byla nepravidelná struktura papírových vláken, která se přenášela i na fotografie.